# Britannia (schip, 1840)
De RMS Britannia uit 1840 was het eerste schip van de Cunard Line, een van de eerste trans-Atlantische rederijen. Het schip maakte deel uit van een order van vier schepen, de Britannia, de Acadia, de Caledonia en de Columbia.

## Cunard Line
Het schip kwam in 1844 voor twee dagen vast te zitten in de haven van Boston, maar de bewoners hakten het ijs open zodat de Britannia toch door kon varen. Het schip strandde in 1847 voor Cape Race, maar werd naar New York gebracht voor reparatie.

## Reichsflotte
In maart 1849 werd het schip verkocht aan Duitsland dat bezig was de Rijksvloot te stichten. Na versteviging voor het te plaatsen geschut, kwam het schip op 19 maart 1849 in dienst in Geestemünde. Vanwege neutraliteit voer het schip onder Britse vlag met een Britse bemanning en zonder bewapening. De ombouw vond plaats in Oldenburg. Deze bestond uit een schoenertuigage, aanpassing van het hek aan de eisen van een oorlogsschip en de verwijdering van een mast. Het fregat werd onder de naam Barbarossa in dienst genomen.
Op 4 juni 1849 ondernam Karl Rudolf Brommy vanuit Bremerhaven een aanvalstocht in de Duitse Bocht waarbij hij afkoerste op Helgoland, dat in 1849 nog aan Groot-Brittannië behoorde. In het zicht van Helgoland vond een vijandelijk contact plaats met het Deense korvet Valkyrien. Brommy besloot in het licht van de buitenlandse politiek van de nieuwe Duitse staatsvorm het gevecht uit de weg te gaan en draaide terug naar de monding van de Elbe. Dat was meteen het einde van de militaire inzet van de Barbarossa.

## Preußische Marine
Op 31 december 1851 besloot de Bondsdag tot ontbinding van de vloot. De Barbarossa werd samen met het zeilfregat Gefion op 16 februari 1852 aan de Preußische Marine verkocht tegen de belastingwaarde.
In 1851 werd nog een mast verwijderd. In 1854 werd ze weer aan de Britten verkocht en omgebouwd tot troepentransportschip HMS Barbarossa om deel te nemen aan de Krimoorlog. In 1873 werd ze weer teruggekocht, waarna de resterende masten werden verwijderd en het werd gebruikt al barakkenschip. In 1879 werd het opgelegd in Kiel om de machine-uitrusting te verwijderen. Op 28 juli 1880 werd het door een oefentorpedo van de SMS Ziethen tot zinken gebracht, waarna het in hetzelfde jaar werd gelicht en gesloopt in Kiel.